# Delta Aquarii
Désignations
Delta Aquarii (δ Aqr / δ Aquarii) dans la Désignation de Bayer est la troisième étoile la plus brillante de la constellation du Verseau. Elle porte le nom traditionnel Skat. Delta Aquarii fait probablement partie du courant d'étoiles de la Grande Ourse.

## Nomenclature
Skat est le nom propre de Delta Aquarii / δ Aqr approuvé par l’Union astronomique internationale (UAI). C’est l’arabe الساق al-sāq, « la jambe », employé pour décrire la situation de cette étoile dans le ciel gréco-arabe, soit le ciel formaté par les Grecs et repris par les astronomes arabes au IXe siècle. Le nom est introduit par Jean de Londres (1230-1240) sous la forme Seach, et devient Scheat, relevé en 1499 dans l’Almanach nova de Johannes Stöffler, et consigné dans l’Uranometria de Johann Bayer (1603). On le retrouve chez Giuseppe Piazzi (1814) sous la forme Skat. C’est celle-ci qui a pu s’imposer grâce à Richard Allen (1899).
Notons que la forme Scheat a fait dès la Renaissance l’objet d’un déplacement sur Beta Pegasi.